# Shen Dao
Shen Dao (xinès tradicional: 慎到, xinès simplificat: 慎到, pinyin: Shèn Dào, Wade-Giles: Shen Tao, ca. 395-315 aCE) va ser un filòsof itinerant xinès de Zhao, que va ser un estudiós a l'Acadèmia Jixia de Qi. És sovint referit també com Shenzi 慎子.

## Visió general
Els 42 assajos propis i originals de Shen Dao s'han perdut, i només 7 encara existeixen, i ell és conegut en gran manera a través de referències curtes i escrits d'altres, notablement de Han Fei i Zhuang Zi. Una reconstrucció crítica del llibre perdut de Shenzi va ser feta per Paul Thompson, i publicada en anglès el 1979 com The Shen Tzu Fragments.
En el 2007, el Museu Shanghai publicà una col·lecció de textos escrits sobre paperets de bambú de l'Estat de Chu que data del període dels Regnes Combatents, incloent sis paperets de bambú amb dites de Shenzi. Aquests són els únics exemples coneguts de textos de Shenzi que són contemporanis amb la seva composició.
L'aspecte més notable de la filosofia de Shen Dao és el fet que representa una síntesi del pensament taoista i legalista. Si bé aquestes dues escoles poden semblar prou oposades entre si en alguns aspectes, tot dues comparteixen una visió de la natura com una força fonamentalment amoral, i per extensió, la realitat com un espai sense un imperatiu moral establert – una postura que diferencia ambdues escoles del confucianisme.
En el confucianisme, el poder es legitima a través del caràcter moral superior i la saviesa. Segons Shen Dao, l'autoritat sorgeix i es manté a causa de la naturalesa de les circumstàncies reals, més que d'acord amb un conjunt abstracte de valors morals. Les coses simplement flueixen sobre la base de l'evolució natural Del Camí (el Tao), i no s'organitzen per tal d'ajustar-se a un sistema ètic. A través d'aquesta idea, és possible veure un pont entre la simplicitat mística del taoisme i el realisme cínic del legalisme.